# 波兰人在英国
波兰裔英国人是指生于英国的波蘭人和生在波兰但生活在英国的波兰人。约有70万生在波兰的波兰人居住在英国。自20世纪末起，波兰人成为了英国几大少数族裔群体之一，其他人口较多的少数族裔还有爱尔兰人、印度人、巴基斯坦人、孟加拉人、德国人以及华人。在英格兰，波兰语是使用人口数第二多的语言，在全英国，波兰语则是仅次于英语和威尔士语的第三大语言。约有1%的英国人口使用波兰语。
英波两国的交流史可追溯至中世纪，当时的英格兰王国和波兰立陶宛联邦在贸易和外交方面都有往来。16世纪时曾有过一位生活在英格兰的波兰人约翰·拉斯基，他在改宗新教后影响到了英格兰宗教改革的进程，并为英格兰教会的创立做出了贡献。18世纪，波兰立陶宛联邦遭俄普奥三邻国瓜分，开始有小股波兰人移民英国，十一月起义後，移民英国的波兰人数量上升，更有大量社会及政治精英被迫流亡国外。以重夺民族独立为目标的波兰社会主义力量在这一时期迅速发展，他们把伦敦当作避风港，试图在这里为即将到来的一月起義争取国际支持。克里米亚战争中曾有一些波兰流亡者为英军效力。19世纪末，波蘭會議王國与加利西亚和洛多梅里亚王国的政府鎮壓境内的波兰犹太人。因此很多波兰犹太人逃离了故土，大部分移民美国，但也有一些选择定居英国城市，特别是伦敦、曼彻斯特、利兹以及赫爾河畔京士頓。
二战期间，移居英国的波兰人再度增多，其中一大部分都属于在1939年9月苏德入侵波兰后于波兰境外重组的军事单位。1939年9月3日，波兰的盟国英法向德国宣战。波兰流亡政府首先转移至法国，在法国于1940年5月投降后，又转移至伦敦。波兰在二战中为同盟国做出了巨大贡献；在北京行動的安排下，部分波兰海军单位成为首批并入英国皇家海军的部队。波兰飞行员在不列颠战役中发挥了重要作用，组建于英国的波兰军队亦在后来参与了同盟国进攻德占法国的行动。战后，苏联将波兰强行纳入共产主义阵营，上述波军中的绝大部分人员都滞留在了英国。由于《波茨坦协定》为波兰划定了新国境线，来自原波兰东部地区的军人们突然间就失去了家乡。波兰流亡政府尽管自1945年起就一直没得到广泛国际认同，但还是一直留在伦敦，直到1991年经民主选举产生的新波兰总统在华沙就职后才正式解散。
2004年欧洲联盟扩大以及大英政府决定接收来自新欧盟成员国的移民后，越来越多的波兰人开始将移民目的地从德国改为英国。另外，在英波兰人中还包括于二战后就定居英国的近20万波兰人的后代。当年滞留在英国的波兰人中还有五分之一选择移居至大英帝国的其他领地。

## 历史

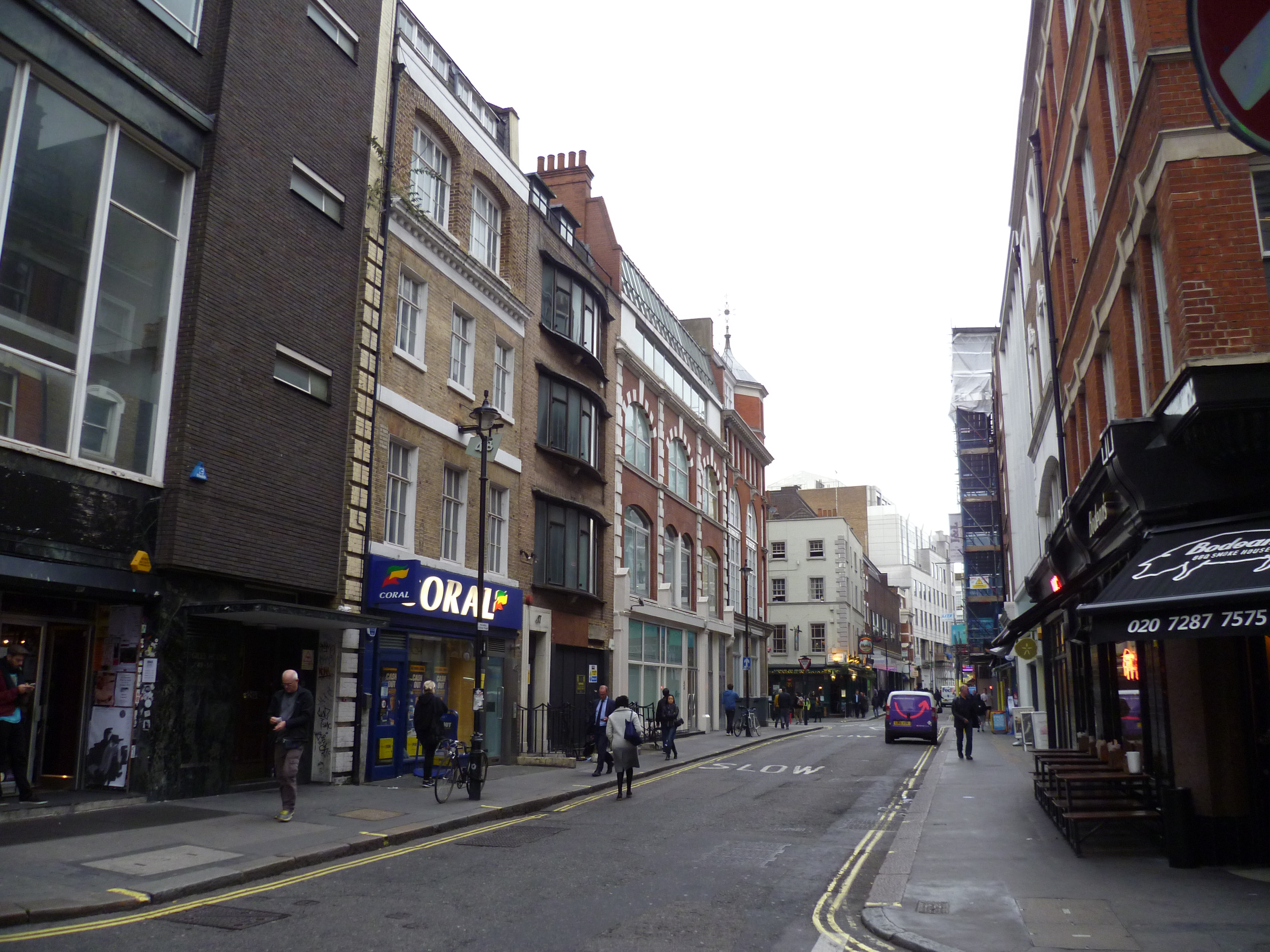
波兰街位於倫敦的蘇豪區

约翰·拉斯基在瑞士巴塞尔时改宗新教加尔文宗，还曾在那里与坎特伯雷大主教托馬斯·克蘭麥共事。移居伦敦后，拉斯基于1550年被委任为伦敦外来教堂教长，在爱德华六世治下对教会事务有一定影响力。拉斯基亦曾为创建英格兰教会而工作过几年。就在去世前不久，拉斯基被波兰王室召回。
16世纪时，不列颠群岛的大部分进口粮食都来自波兰，波兰商人。莎士比亚曾在作品《哈姆雷特》中提到过波兰人。
欧洲联军统帅、波兰国王扬三世·索别斯基在1683年维也纳之战中率军击败奥斯曼军队，为纪念他，伦敦的蘇豪區一酒吧定名为“波兰国王”（The King of Poland），不久后，酒吧所在的街道也被命名为“波兰街”（Poland Street），名称沿用至今。18世纪，为躲避本国的反宗教改革而流亡英国的波兰新教徒纷纷定居于波兰街周边。

### 18世纪

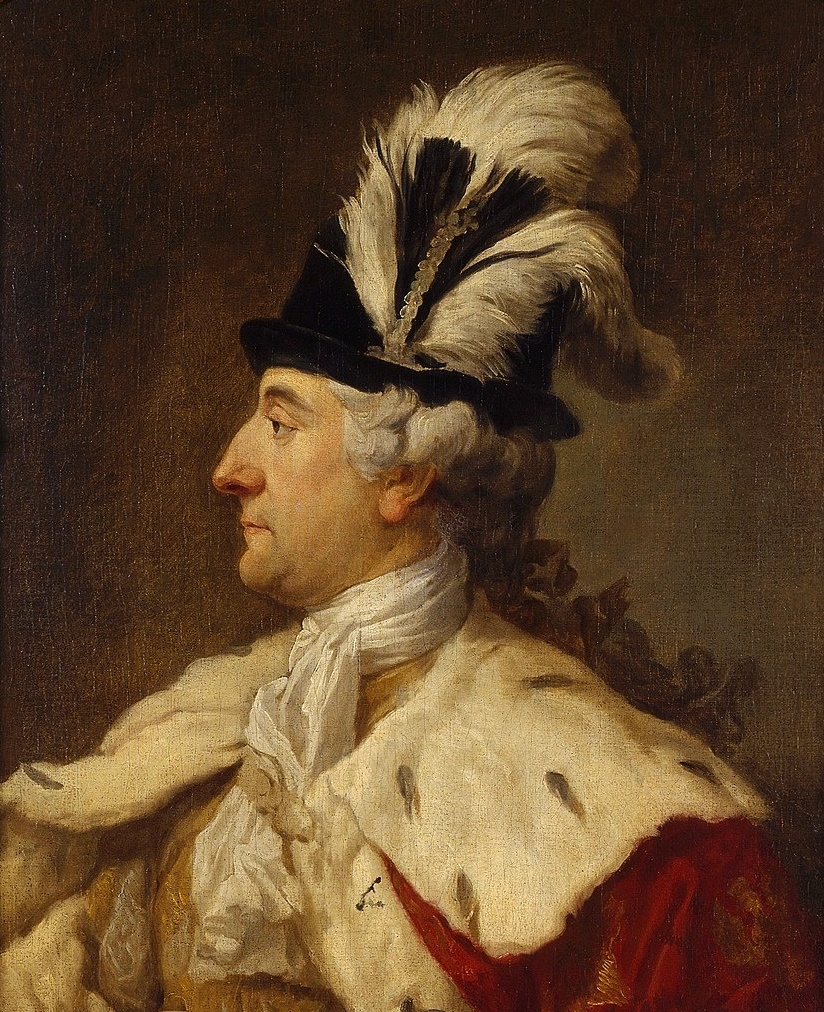
斯坦尼斯瓦夫·奥古斯特

尚年轻的波兰启蒙运动支持者斯坦尼斯瓦夫·奥古斯特已经与威尔士外交官查尔斯·汉伯里·威廉姆斯爵士结为友人，曾在1754年时于英国短暂停留数月。他还在这次旅行中结识了英国大法官查尔斯·约克。
第一次瓜分波兰后，1788年，在末代国王斯坦尼斯瓦夫·奥古斯特的统治末期，波兰人召开了四年議會。在这一时期，波兰曾希望英国能支持自己，以图遏制不断进犯的俄国以及本国内部那些图谋不轨的大贵族。
1790年，波兰国王斯坦尼斯瓦夫·奥古斯特派米哈烏·克勒奧法斯·奧根斯基出使伦敦，会见英首相小威廉·皮特。

### 19世纪
波兰-英国关系于19世纪上升至文化层面，弗雷德里克·肖邦、亨里克·维尼亚夫斯基等波兰音乐家、作曲家曾多次前往英国巡演。

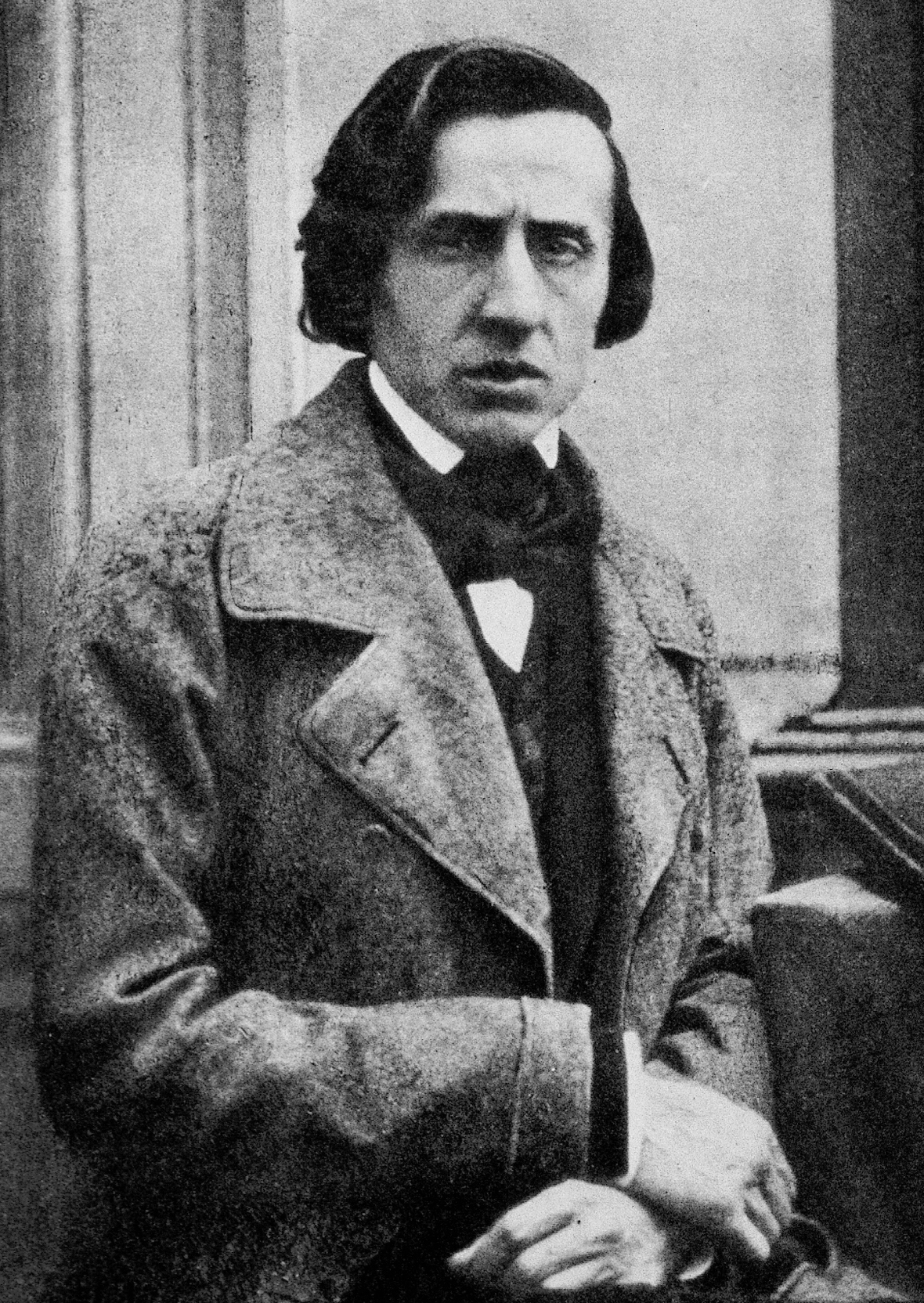
弗雷德里克·肖邦

英方曾在波兰十一月起义期间为其提供军备与武器。1831年起义失败后，很多波兰流亡者都来英国寻求庇护。其中有位前军人兼发明家爱德华·波涅涅克·耶洛维奇，他在伦敦为自己的发明蒸汽涡轮发动机申请到了专利。
1848年革命促使一些波兰社会主义活动者定居伦敦，並于1855至1861年间建立了“伦敦集群”（Gromada Londyn）。他们也在寻求其他同在伦敦的欧洲活动者的支持，后者正在组建第一国际。
一月起義导致更多波兰人来到英国。其中就有巴黎公社未來的将官瓦莱雷·弗罗布莱夫斯基以及波兰无政府主义者、米哈伊尔·亚历山德罗维奇·巴枯宁的信徒瓦列里·姆罗兹科夫斯基，他也是第一国际成员，马克思主义的反对者。
19世纪末，约瑟夫·康拉德定居在英国。

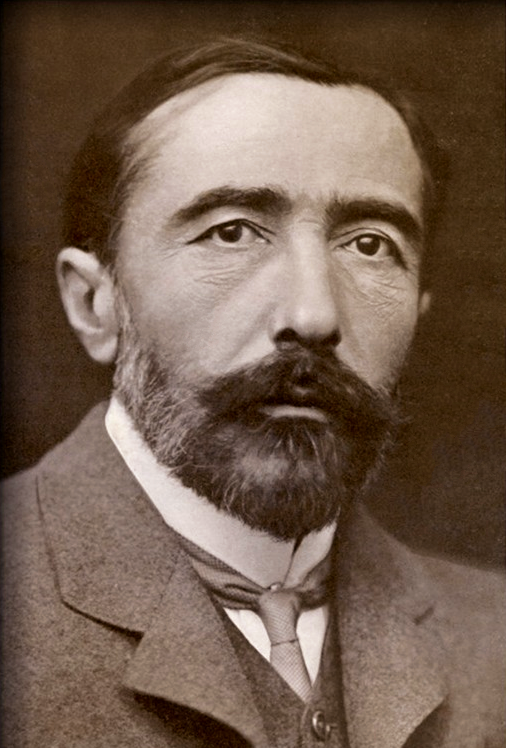
约瑟夫·康拉德

约瑟夫·毕苏斯基在逃离圣彼得堡后在伦敦萊頓斯通暂避。一战之前及之后，都有少量波兰人定居伦敦。1905年俄国革命迫使一些波兰人来到伦敦；一战期间，英方设在亞歷山德拉宮和費爾特姆的德奥战俘营中也关押过一些波兰人，他们也都在战后留在了伦敦。
波兰于1918年重获独立，虽然接踵而至的波苏战争短暂令事态复杂化，但重获新生的波兰还是快速重组了国家政体，发展经济，恢复其在国际社会上的发言权。1939年9月，苏德联手策划的入侵打断了波兰在战间期的前进步伐，第二次世界大战亦随之爆发。

### 第二次世界大战

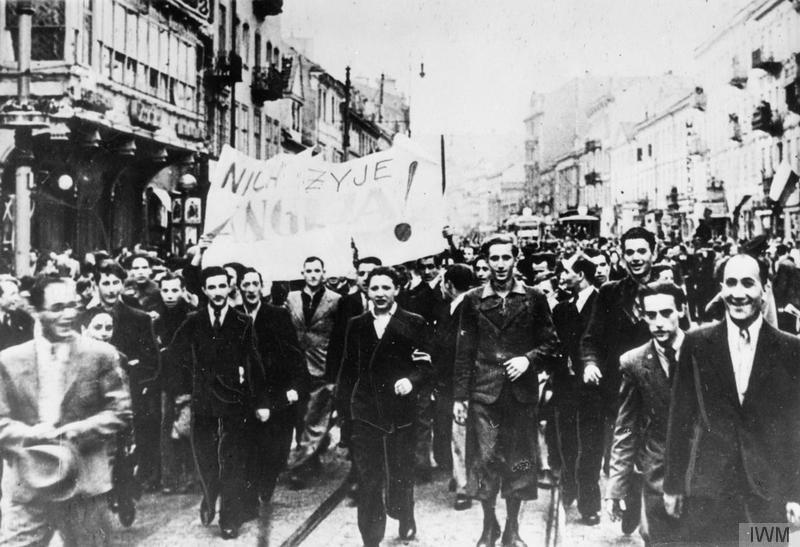
在英国对德国国名宣战之后，在波蘭戰役期间，波兰人在华沙打出。横幅上写着“英格兰万岁”。

由于苏德联合占领波兰，在二战期间来到英国的波兰人基本都是军人和政治流亡者。
1939年9月，波兰政府无法阻止苏德军队的入侵，于是转移至罗马尼亚，之后又转移至法国。波兰流亡政府起初暂居巴黎，之后迁至昂热，最终在1940年6月，法国向德国投降。法国陷落后，波兰流亡政府于1940年转移至伦敦，和他们一同抵达的还有第一批陆军官兵与空军人员，至少20000人。波兰流亡政府得到了所有同盟国政府的承认。在政治方面，流亡政府是由波蘭人民黨、波兰社会党、劳工党（Stronnictwo Pracy）以及波蘭國民黨共同组成的联合政府。流亡政府需要与依旧留在波兰被占国土的波蘭地下國和波蘭家鄉軍保持联络畅通，并指挥二者，还要为组织身处各同盟国的波兰正规军部队而维持国际外交关系。

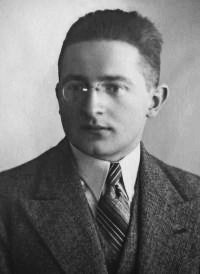
马里安·雷耶夫斯基

1943年7月4日，波兰流亡政府总理、西方国家波兰武装力量总司令瓦迪斯瓦夫·西科尔斯基将军在视察过地中海战区的波军后，在返回英国途中坠机于直布罗陀，全员只有一名机组成员生还。西科尔斯基曾一直希望与苏方合作，直到德方在1943年4月于俄罗斯斯摩棱斯克附近的卡廷发现了填埋了28000多具被处决的波兰预备役军官尸体的大型坟墓後才打消了這個念頭。希特勒于1941年6月入侵苏联后，苏方对西方盟国变得愈发重要，英方对波兰的支持逐渐减少。随着战事的发展，波兰计划将家乡军完全融入西方盟国的战略大局之中。但英美都不愿因波兰的主权而破坏与重要盟友苏联的关系。
波兰为同盟国的最终胜利作出的一大重要贡献其实早在1932年末就已开始，那时距战争爆发还有将近七年，波兰数学家、密码学家马里安·雷耶夫斯基凭借法军情报部门给予的有限协助就造出了除德方外无人见过的恩尼格玛密码机的复制品。1939年7月末，就在战争爆发的五周前，雷耶夫斯基和密码学家同行亨里克·佐加尔斯基以及耶日·鲁日茨基在华沙向英法情报部门透露了他们研发出的“破译”德国恩尼格玛密码的方法与技术。波兰密码局送给英法各一台密码机复制品。在布萊切利園无法破译德国恩尼格玛密码的英国人由此制定了Ultra行动计划。战争结束时，德怀特·艾森豪威尔称Ultra对盟军的胜利起到了“决定性”作用。

### 波兰海军

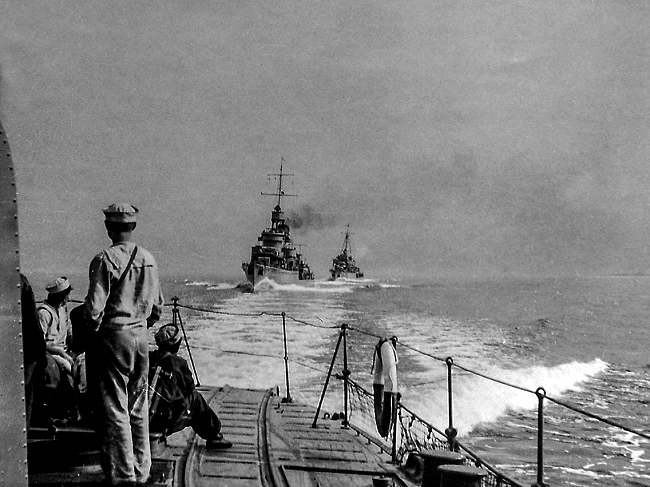
北京行动

波兰海军是波兰武装力量中第一支将大量人员及装备移交给英国的军种。就在二战爆发前不久，波兰政府命三艘驱逐舰驶向英国（北京行動），一是为了这三艘军舰自身安全，二是为了准备与英海军联合行动。另有两艘潜艇也驶抵英国，其中一艘“鹰”（Orzeł）号是在被非法扣留在爱沙尼亚后大胆突破波罗的海才最终突然抵达苏格兰的。
在各同盟国武装力量中，波军排名第四，仅次于苏军、美军、英国及英联邦军。波兰军人是不列顛戰役中人数最多的非英国参战人员。至1945年7月，西方盟军中的波兰武装力量共有228000人服从英方指挥。这些男男女女中有很多都来自波兰东部领土。1939年，苏方依据《苏德互不侵犯条约》在与德方分占波兰后将东部领土居民遣送至古拉格劳改营系统。两年后，丘吉尔与斯大林达成反希特勒同盟，苏方将古拉格中的波兰人囚犯从西伯利亚释放，组建成安德斯军团，之后被迫徒步经哈萨克斯坦、乌兹别克斯坦以及土库曼斯坦走到伊朗，上千人死于旅途。在伊朗，在英方指挥下，波兰第2军诞生了。
在北非和意大利与其他盟军共同击败了德军的波兰官兵原本期盼着能在战后回到自己在东部领土的家乡，回到独立且民主的波兰。但罗斯福和丘吉尔却在雅尔塔依据1939年《苏德互不侵犯条约》中的规定默许了斯大林对波兰东部领土的侵吞。这导致波兰人口在战后被大规模向西驱逐，也就是苏方从德国割给波兰的土地。身在西方国家的波兰陆海空军官兵之绝大部分都再也无法返回家乡。面对英方如此出卖波兰的战后未来，波兰第2军中有30名官兵选择了自杀。
1945年2月27日起，丘吉尔在议会开始解释英政府的做法，这场讨论持续了三天，最终以不信任动议告终。很多议员都公开批判丘吉尔在雅尔塔作出的决定，并表达对英国的波兰盟友的强烈支持。丘吉尔也许对波兰部队所想返回的独立且民主的祖国没什么信心；他说：“国王陛下的政府将永不忘却对波兰官兵们的亏欠…我诚挚希望他们能够获得大英帝国之公民身份与自由，如果他们想这样的话。”
在讨论期间，25名国会议员和上议院议员共同起草修正案，反对英国接受苏联强行改变波兰国土、边境并将其纳入势力范围，按苏联人的做法，波兰将整体西移。修正案最終被否决。

## 二战后

### 波兰重新定居军团1946-1949
1939年9月波兰遭入侵后，成千上万的波兰男女服役人员经邻国匈牙利、罗马尼亚去到法国，之后在那里再度抵抗入侵的德军；1942年，新近成立的波兰第2军从苏联撤出，经伊朗进入近东地区，之后在近东、北非、意大利以及西北欧作战。部分第2军人员从近东转移到了英国，加入了波兰装甲部队。
在战争结束时，很多波兰官兵都被转移回了英国，住在军营中。英国当局一直在寻找能让他们从英国军队生活平稳过渡至英国平民生活的好办法，最终波兰重新定居军团诞生了，该部队是英陆军的一支内部单位，想留在英国的波兰官兵可加入该部队，度过复员的过渡期。

### 1947年波兰人重新定居法案
二战结束后，波兰由共产主义政府執政。大部分波兰人都感觉被战时盟友背叛了，于是拒绝返回波兰。。
戰後很多波兰人定居于伦敦都市圈或其他都市圈之内，还有很多人定居到大英帝国的其他领地，形成了规模很大的波兰裔加拿大人和波兰裔澳大利亚人社群，还有些去了美国和阿根廷。

### 战后的分散与定居
1951年英国人口普查数据显示，约有162339名居民称自己的出生地为波兰，而在1931年，这一数据则是44642人。来到英国的波兰人中包括纳粹集中营和战俘营幸存者。
在英波兰移民习惯于在波兰教堂以及食品市场附近定居。他们在西伦敦的主要定居点是伯爵宮地区。随着房价上涨，他们又搬迁至哈默史密斯漢默史密斯，接着去伊灵，后来又聚集到南伦敦的劉易舍姆和巴勒姆。随着这些社群的发展，很多波兰人已经融入了当地的英国教育和宗教系统，但英格兰和威尔士的波兰天主教传教团还是和英格兰以及苏格兰的宗教机构达成协定，决定应让波兰神职人员为波兰的教区居民提供宗教服务。伦敦最早的波兰教堂位于伊斯灵顿，一战过后，波兰天主教传教团耽误了很长时间才在1928年将其买下。但根据教会法，随后形成的波兰“教区”实则是波兰天主教传教团的分支。21世紀初，波兰天主教传教团在英格兰和威尔士运转着大约219个教区和传教中心，配备有114位神父。。

### 与波兰的文化和教育联系
英国所接收的波兰移民中的社会构成与19世纪到20世纪初的法国所接收的波兰移民有类似之处。在两个案例中，最先移民的主要是出身精英阶层的受过教育的政治移民，移民后的他们很快便建立了图书馆、学会等文化机构。他们中还有出身原波兰少数族裔——如犹太人、德意志人、亚美尼亚人、格鲁吉亚人、魯塞尼亞人以及有穆斯林鞑靼人血统的人——的代表。
英国广播公司（BBC）的波兰语栏目（Sekcja polska BBC/BBC Polish Section）是从伦敦传向波兰的重要信息源，起初主要发挥军事作用，战后则逐渐开始播报新闻与文化节目。BBC波兰语台开办于1939年9月7日，向波兰地下国发送混有加密信息的普通消息，最终于2005年12月23日，由于预算削减以及其他优先事项，BBC波兰语台关闭。
在1940年代末至1950年代初，英国本土的初始波兰裔社群主要由波兰重新定居军团前成员组成。他们在英国开办波兰俱乐部、文化中心以及成人或少年组织，如波兰青年组织（缩写：KSMP）。他们与老兵福利慈善组织——如波兰作战人员协会（Stowarzyszenie Polskich Kombatantów，缩写：SPK），以及一些空军、海军人员俱乐部——互惠互利。这些组织的初始目的是为在英波兰人提供社交场合，为前波兰重新定居军团成员的后代提供波兰文化遗产教育。这些组织中有很多一直都在活动着，也在采取措施帮助更多新近移民英国的波兰同胞。
战后，波兰人的文化与政治生活的缩影依旧在英国延续着，在英波兰人出版了《波兰人日报》（Dziennik Polski）和《新闻》（Wiadomości）等报刊，还创办了Veritas和Odnowa等出版社，出版物面向全球发行。
波波兰教育协会（Polska Macierz Szkolna）则负责维护在英波兰社群的语言和文化传统。
波兰于1939年突然遭到入侵，所有波兰大学与学术研究都堕入混乱。尽管仍有非常少量的教职员工继续在地下开办高等教育，但还是有很多学者死于卡廷屠杀或集中营，要么就是经历了与其他平民一样的命运。那些在开战时身在国外以及在开战后设法逃出的学者则开始在外国挽救波兰文化遗产。战争期间，几所英国大学开设了波兰学术部门，供波兰学生继续完成学业：利物浦大学开设了用波兰语授课的兽医科学课程，牛津大学则接收了一批来自波兰的法学教师，爱丁堡大学有一班波兰裔医学教师。

### 政治统治的象征意义
1990年12月，莱赫·瓦文萨当选波兰自战后以来首位非共产党总统，在华沙，流亡伦敦的波兰流亡政府末代总统理夏德·卡乔罗夫斯基将波兰共和国礼仪徽章，包括四月宪法原文件等国家政权象征交给了瓦文萨。此举象征着独立的波兰国家主权的合法移交，给半个多世纪以来既令在英波兰人痛苦，也让他们团结在一起的流亡政府画上了休止符。

### 经济活动
冷战期间，由于铁幕的存在，在英波兰人曾大力给予他们的国内亲友以经济帮助。起初，在波兰正从战火余烬中恢复时，在英波兰人寄去的是食物与药物包裹，之后则开始寄钱，而这些钱有时就出自他们那微薄的抚恤金，他们认为即便如此，生活在自由世界的自己也比远在共产主义故乡的亲友过得要好。
1956年10月后，波兰放宽了出旅行入境限制，波兰与英国的交流因此在1950年代稳步上升。1960年代，波兰当局对共产党员以及犹太裔知识分子发动清洗，导致更多波兰人移民英国。1970年，其本人就有过流亡法国和比利时经历的爱德华·盖莱克出任波兰工人党第一书记，波兰人这才得以相对轻松地离开自己的国家。

### 纪念
在二战中的不列颠战役及其他后续军事行动中阵亡的波兰官兵主要葬在英国的六座公墓。
西伦敦諾霍特皇家空軍基地附近矗立着波兰空军纪念碑，这座纪念曾为英国而战的波兰飞行员的纪念碑是分两阶段建成的。
不過英国当局一度阻挠在英波兰人社群对两万八千余卡廷屠杀遇难同胞的纪念，遇难者中有很多都是他们的近亲，他们却无法为他们树立纪念碑。英方的这种态度应该源于冷战高峰期的英苏关系，是苏联施加外交压力的结果。尽管公众都筹措好了资金，但项目还是推迟了很多年。1970年代中期，东西方纷纷采取缓和政策，英方这才允许修筑纪念碑。1976年9月，位於冈纳斯伯里公墓內的纪念碑揭幕时，英国官方人员无一到场。而出席揭幕式的英国官员也是以私人名义前来的。
2010年左右，全英国已有十几座波兰战争纪念碑。

## 21世纪的经济移民
20世纪的世界格局变化意味着在欧洲，伦敦取代了巴黎，成为波兰政治异议者的移民首选。二战后出现于全英的波兰人社群以及其他支持机构巩固了在英波兰人社群与他们远在故国的亲友的联系。这也就鼓舞了一批批波兰人稳步移居英国，1989年东欧剧变后，波蘭移民数量也增加了。在1990年代，波兰放松旅行限制，波兰人以此为机会移居英国打工，有时也会投身灰色经济。
波兰于2004年5月1日加入欧盟，成为了欧盟公民的波兰人从此有权移居各欧盟成员国并在当地就业、创业。但大部分欧盟成员国还是经协商确立了自身劳务市场的暂时限制，限制新成员国公民在本国就业，有些国家将限制年限定为7年。另一方面，英国以及瑞典则保证立刻向新欧盟成员国公民开放劳务市场。
2011年，对波兰人等欧盟新公民实行7年暂时待遇限制的英国欧盟工人注册计划正式结束。
至2007年末，由于波兰的经济增长势头强于英国，失业率下降，波兰兹罗提购买力上升等原因，英国对波兰移民的经济吸引力变得不如以往。波兰也是为数不多的未受2007年－2008年環球金融危機严重影响的国家之一。波兰各大城市的劳动力短缺、建筑、IT以及金融服务等行业的人才短缺也是波兰人移民英国人数减少的部分原因。2007年8月的入欧监测报告表明，2007年上半年移民国外的波兰人数量较2006年同期有所减少。

## 人口统计

### 人口规模
2001年英国人口普查结果表明，英国有60711名生于波兰的居民；其中有60680人居住在大不列颠岛上（不包括北爱尔兰），而1991年时这一数据为73951人。在波兰入欧，移民增多的背景下，英国国家统计署估计，2018年时英国有832000名生于波兰的居民，波兰人亦将超过印度人，成为英国人数最多的生于国外的移民群体。2011年英国人口普查结果表明，有579121名波兰人生活在英格兰，18023人生活在威尔士，55231人生活在苏格兰，以及19658人生活在北爱尔兰。
非官方估计的在英波兰人口数量更多，最多达一百万。
英国国家统计署估计，2020年时英国有691000名生于波兰的居民。

### 地理分布

伦敦各区波兰出生人口的分布。

在英格兰和威尔士讲波兰语的人

根据2011年英国人口普查后的英格兰和威尔士数据，两地居民中有50万人的第一语言为波兰语；占三岁以上所有人口的1%。在伦敦则有147816名波兰语使用者。
2007年，据估计，生活在苏格兰的波兰人口在40000至50000之间。2011年英国人口普查结果表明，爱丁堡有11651人生于波兰，相当于全市总人口的2.4%——在全苏格兰仅次于阿伯丁，当地的波兰人口占总人口的2.7%。
在北爱尔兰，2011年人口普查结果表明，这里有19658名生于波兰的居民，称自己的第一语言为波兰语的人数则为17700。北爱尔兰警察曾于2006年11月征召警员，有968份求职申请出自波兰人，北爱尔兰和华沙均举行过入职语言资格考试，首位加入北爱尔兰警察的波兰公民于2010年8月就职。

### 就业和社会活动
在伦敦以及其他大城市，各行各业中都有波兰人。在人口密度低的农村地区，当地的波兰人口则主要从事农业和轻工业。
自波兰于2004年入欧开始，英国各城市街头的波兰熟食店变得越来越多，定期有来自波兰的新鲜原料运抵，在大多数连锁超市里也能看到原产地在波兰的食品。除了已经存在的之外，又出现了一些新的波兰语出版物，包括一些免费新闻杂志，里面不光有专题文章还有大量广告。 

## 社会问题

### 教育
自欧盟扩大后，很多移民英国的波兰人都带上了孩子。这些年轻的家庭对英国学校和英语支持服务（English-language support services）造成了一定压力。除了语言障碍外，研究表明，波兰学生在英国学校的表现其实很好，波兰学生的到来似乎还能令学校里的其他学生有更好表现。

### 融入英国社会与通婚
刚来到英国的波兰移民会在多大程度上遵循过去的民族融合模式，取决于他们的经济状况能支持他们在哪里生活，以及他们的受教育与就业情况。2012年时，由波兰裔母亲生下的21000名儿童中的绝大部分的父亲也是波兰人；剩余一部分的父亲则有着其他民族背景。2014年时，由波兰裔母亲生下的儿童中有16656人的父亲来自其他欧洲民族（其他欧洲白人以及英国白人）。记录表明，有702名儿童的母亲是波兰裔，父亲是非洲裔；749名儿童的母亲是波兰裔，父亲是亚裔或中东裔。

### 英国的反波兰情绪
21世纪初的英国，波兰工人数量出现了上升。同时也出现了民族歧视或排外个例。2007年，在英波兰人举报了42起针对他们的“出于种族原因的暴力袭击事件”，而在2004年，这一数据则是28起。2012年7月11日，在贝尔法斯特多地发生篝火夜焚烧波兰国旗事件后，北爱尔兰波兰人协会呼吁当局展开行动。 
2008年7月26日，泰晤士报刊登餐厅评论家吉尔斯·科伦的评论文章，吉尔斯·科伦在文章中表达了对波兰人的负面看法，部分因为他认为自己的犹太裔祖先是在基督教波兰人的迫使下才逃离了波兰，当时二战以及反犹大屠杀刚刚结束，波兰人就对一些犹太人进行了种族主义袭击。吉尔斯·科伦在文章中用“Polack”指代在英波兰人，称“若英格兰不再是他们在三四年前所见的那片遍布牛奶与蜂蜜的沃土，那，说实话，这帮人马上就会走得一干二净”。
极右翼政党英國國家黨曾表达过反波兰情绪，还曾发动过呼吁禁止所有波兰移民工人入境的运动。在2009年参加欧洲议会选举时，该党所使用的宣传图是一张二战期间的噴火戰鬥機照片，其上是口号“为不列颠而战”（Battle for Britain）。但那张照片里的喷火战斗机恰恰属于全体飞行员都是波兰人的英國皇家空軍第303战斗机中队。
2014年1月，一名在摩托头盔上醒目展示波兰国旗的波兰男子称自己在伦敦達格納姆一酒吧外遭15人袭击。受害人称正是时任保守黨首相戴维·卡梅伦的演说引发了袭击事件。同月，在贝尔法斯特，10天之内发生了7起针对波兰人住宅的袭击事件；袭击者将石块和砖块扔向房屋窗户。 